# Xã Shores, Quận Franklin, Arkansas
Xã Shores (tiếng Anh: Shores Township) là một xã thuộc quận Franklin, tiểu bang Arkansas, Hoa Kỳ. Năm 2010, dân số của xã này là 9 người.